# Campeonato Mundial de Ciclismo de Montaña de 1997
El VIII Campeonato Mundial de Ciclismo de Montaña se celebró en la localidad de Château-d'Œx (Suiza) entre el 14 y el 20 de septiembre de 1997, bajo la organización de la Unión Ciclista Internacional (UCI) y la Unión Ciclista de Suiza. 
Se compitió en 2 disciplinas, las que otorgaron un total de 4 títulos de campeón mundial:
- Descenso (DH) – masculino y femenino
- Campo a través (XC) – masculino y femenino

## Resultados

### Masculino
| Evento         | Oro                                 | Plata                             | Bronce                          |
| -------------- | ----------------------------------- | --------------------------------- | ------------------------------- |
| Descenso       | Nicolas Vouilloz Francia 6:22,62    | John Tomac Estados Unidos 6:28,81 | Cédric Gracia Francia 6:28,84   |
| Campo a través | Hubert Pallhuber · Italia · 2:42:26 | Henrik Djernis Dinamarca 2:43:30  | Luca Bramati · Italia · 2:44:03 |

### Femenino
| Evento         | Oro                                    | Plata                             | Bronce                               |
| -------------- | -------------------------------------- | --------------------------------- | ------------------------------------ |
| Descenso       | Anne-Caroline Chausson Francia 6:59,92 | Marielle Saner · Suiza · 7:19,55  | Katja Repo · Finlandia · 7:22,84     |
| Campo a través | Paola Pezzo · Italia · 1:59:42         | Nadia De Negri · Italia · 2:03:23 | Margarita Fullana · España · 2:03:55 |

## Medallero
| Núm. | País           | Oro | Plata | Bronce | Total |
| ---- | -------------- | --- | ----- | ------ | ----- |
| 1    | Italia         | 2   | 1     | 1      | 4     |
| 2    | Francia        | 2   | 0     | 1      | 3     |
| 3    | Dinamarca      | 0   | 1     | 0      | 1     |
| 3    | Estados Unidos | 0   | 1     | 0      | 1     |
| 3    | Suiza          | 0   | 1     | 0      | 1     |
| 6    | España         | 0   | 0     | 1      | 1     |
| 6    | Finlandia      | 0   | 0     | 1      | 1     |
|      | TOTAL          | 4   | 4     | 4      | 12    |